# سيباستيان لي
سيباستيان لي (بالألمانية: Sebastian Lee)‏ هو ملحن ألماني، ولد في 24 ديسمبر 1805 في هامبورغ في ألمانيا، وتوفي بنفس المكان في 4 يناير 1887.

## وصلات خارجية
- سيباستيان لي على موقع ميوزك برينز (الإنجليزية)